# Galerina vittiformis
Galerina vittiformis (Fr.) Earle, Bulletin of the New York Botanical Garden 5: 423 (1909) [1906].

## Descrizione della specie
Cappello
0,5-1 cm di diametro, conico-campanulato.
cuticolaglabra, bruno-rossiccio
marginestriato in trasparenza
Lamelle
Spaziate, adnate, giallo-brunastre.
Gambo
Interamente pruinoso, concolore al cappello, alla base diventa bruno-rossastro.
Carne
Insignificante.
- Odore: rafanoide.
- Sapore: analogo.

Microscopia=== 
Spore8-10 x 5-7 µm, verrucose.
Basidibisporici o tetrasporici.

## Habitat
Specie rara, cresce tra il muschio in zone umide.

## Commestibilità
Non commestibile, senza valore.

Comunque da proteggere in quanto trattasi di specie rara.

## Etimologia
- Genere: dal latino galerina = piccola Galera (genere di funghi), ovvero dal latino galerus =  nome di un tipo di copricapo.
- Specie: dal latino vitta = nastro e forma = forma, cioè a forma di nastro.

## Binomi e sinonimi obsoleti
- Agaricus rubiginosus Pers., Synopsis Methodica Fungorum (Göttingen): 385 (1801)
- Agaricus vittiformis Fr., Epicrisis Systematis Mycologici (Upsaliae): 207 (1838)
- Galera hypnorum var. rubiginosa (Pers.) J.E. Lange, Fl. Agaric. Danic. 5: 103 (1940)
- Galera rubiginosa (Pers.) Fr., Bidr. Känn. Finl. Nat. Folk 1: 440 (1879)
- Galera vittiformis (Fr.) P. Kumm., Führer Pilzk.: 75 (1871)
- Galerina muricellospora (G.F. Atk.) Kühner, Encyclop. Mycol. 7: 203 (1935)
- Galerina rubiginosa (Pers.) Kühner, Encyclop. Mycol. 7: 200 (1935)
- Galerina vittiformis f. tetraspora Arnolds, Biblthca Mycol. 90: 381 (1982)
- Galerula muricellospora G.F. Atk., Proc. Amer Phil. Society 57: 360 (1918)
- Galerula vittiformis (Fr.) Maire, (1933)